# ラジオ・フランス・アンテルナショナル
ラジオ・フランス・アンテルナショナル（仏: Radio France Internationale、略称RFI）は、フランス政府によりラジオ・フランスの一部として1975年に設立された国際放送サービス。フランス・パリから世界に向けて、中波、短波、FM、放送衛星、ケーブル、インターネットなどを通じ24時間放送されている。1986年よりラジオ・フランスから独立して運営されている。
RFIはフランス外務省の予算で運営されている。(フランス政府が100%の株を所有する国際放送統括会社フランス・メディア・モンド社の一部門でもある。）主にフランス語で放送される他に、英語、ポーランド語、ポルトガル語、ルーマニア語、ロシア語、中国語、スペイン語等の19の言語で放送されている。
日本語では「ラジオ・フランス・インターナショナル」とも呼ばれる。

## 外国語放送
下記の15の言語で放送されている。
- 英語
- 中国語（北京語、簡体字/繁体字）
- スペイン語
- ハウサ語
- クメール語
- スワヒリ語
- マンディング諸語
- ペルシャ語
- フラニ語
- ポルトガル語
- ブラジルポルトガル語
- ルーマニア語
- ロシア語
- ベトナム語
- フランス語

2009年まで、ドイツ語、アルバニア語、ポーランド語、セルビア・クロアチア語、トルコ語、ラオス語による放送も行われていた。

## 易しいフランス語ニュース
RFIはフランス語が母国語ではないフランス語話者および学習者向けに、「易しいフランス語ニュース」を放送している。世界標準時の20時（フランス本土時間夏季21時、冬季22時、日本時間午前4時）より10分間放送される。このニュースでは同放送局の他の時間帯のニュースよりも平易な語彙を使って放送されている。またサイトでは音声をストリーム放送およびダウンロードで聞くことが出来、さらにニュースで読まれる音声と全く同じテキストを読むことも出来る。